# Балюконе, Оне
Оне Балюконе (Она Балюконите; лит. Onė Baliukonė; 1 июня 1948, деревня Канченай Алитусского района — 20 ноября 2007, Вильнюс) — литовская поэтесса и эссеистка, лауреат Национальной премии Литвы в области культуры и искусства (2004).

## Биография
Родилась 1 июня 1948 года в деревне Канченай, в 4 км от города Даугай, где окончила среднюю школу. В 1970 году окончила Вильнюсский университет, по специальности «литовский язык и литература». Работала сотрудником редакций журнала для школьников «Мокслейвис» („Moksleivis“), еженедельника для педагогов «Диалогас» („Dialogas“) и культурного еженедельника «Диеновидис» („Dienovidis“).
В литературе дебютировала в 1968 году. С 1975 года член Союза писателей Литвы. В 2000 и 2001 годах устроила выставки своих произведений живописи. Умерла после долгой болезни в Вильнюсе и похоронена на Антокольском кладбище.

## Творчество
Первые стихотворения были опубликованы в 1968 году. После первого сборника стихотворений „Laukinės vaivorykštės“ («Полевые радуги»), выпущенного в 1971 году, издала ещё несколько книг стихов, два сборника эссе, сказку. Была составителем альманахов «Весны поэзии» („Poezijos pavasaris“; 1997, 1998).
Раннее творчество Оны Балюконите отличались эмоциональной открытостью, ощущением единства человека и природы. В сборнике „Iš kelio dulkių“ (1982) усилился драматизм, этический максимализм, настроения одиночества и романтической исключительности.

Балюконите является и одной из главных выразительниц женского опыта и мироощущения в современной литовской поэзии, творчество, искусство слова трактующая как движение круговорота жизни (рождение — смерть — возрождение), приводящее к гармонии противостояние телесного и идеального.— Бригита Спейчите
Стихотворения Оне Балюконе на русский язык переводил Георгий Ефремов.

### Стихи
- „Laukinės vaivorykštės. Eilėraščiai“. Vilnius: Vaga, 1971
- „Viltis. Eilėraščiai“. Vilnius: Vaga, 1976
- „Iš kelio dulkių. Eilėraščiai“. Vilnius: Vaga, 1982
- „Tėve mūsų gyvenime. Eilėraščiai“. Vilnius: Vaga, 1986
- „Vaduok. Eilėraščiai“. Vilnius: Vaga, 1994
- „Bokštai. Eilėraščiai“. Vilnius: Lietuvos rašytojų sąjungos leidykla, 1996
- „Elgetaujanti saulė. Eilėraščiai“. Vilnius: Lietuvos rašytojų sąjungos leidykla, 1998
- „Neregio sodai. Eilėraščiai“. Vilnius: Vaga, 2001
- „Akmuva. Eilėraščiai“. Vilnius: Vaga, 2003

### Эссе, проза, составление, переводы
- „Kelionės fragmentai. Esė“. Vilnius: Vaga, 1987
- „Širdies neatskiriamasis Monsinjoras Kazimieras Vasiliauskas mūsų atsiminimuose“ (составитель, 2002)
- „Ant sapnų tilto. Esė“. Vilnius: Alma littera, 2003
- „Iki švytėjimo: Kazimiero Vasiliausko laiškai Zitai Žemaitytei, 1950-1972“. Vilnius: Lietuvos rašytojų sąjungos leidykla, 2004
- „Kopų karalienė. Pasaka“. Vilnius: Gimtasis žodis, 2006
- Beinsa Duno. „Mokytojas kalba“ (перевод с русского языка бесед и лекций Беинса Дуно) 1997

## Награды и звания
- 1983 — лауреат фестиваля «Весна поэзии».
- 1998 — премия Правительства Литовской Республики в области искусства.
- 1998 — Рыцарский крест Ордена Великого князя Литовского Гядиминаса.
- 2002 — литературная премия Вильнюсского клуба и Вильнюсского телевидения за книгу «Неотделим от сердца. Монсеньор Казимерас Василяускас в наших воспоминаниях» („Širdies neatskiriamasis. Monsinjoras Kazimieras Vasiliauskas mūsų atsiminimuose“).
- 2003 — литературная премия имени Паулюса Ширвиса за поэтический сборник «Акмува» („Akmuva“).
- 2004 — лауреат Национальной премии Литвы в области культуры и искусства.